# Саундтреки (альбом)
«Саундтреки» — одинадцятий студійний альбом української співачки Марії Бурмаки.

#### Марія Бурмакапро альбом «Саундтреки»
|                                                                   | Цей альбом має таку назву, тому що це і є саундтреки мого життя, мого «фільму». Звісно, що в кожного з нас є свої історії. Сумні і радісні, драматичні і зворушливі. І, можливо, саме слухаючи мої пісні дехто переживатиме якусь свою історію, пийматиме якісь рішення, можливо, наважуватиметься на якісь важливі слова. Я би тільки хотіла, щоб пісні з цього альбому стали саундтреками до щасливих моментів вашого життя. |
| — З інтерв’ю для інформаційного агентства «УКРІНФОРМ», 14.03.2008 | |

## Перелік пісень
| #     | Назва                         | Тривалість |
| ----- | ----------------------------- | ---------- |
| 1.    | «Забудь»                      | 3:58       |
| 2.    | «День народження»             | 4:04       |
| 3.    | «Пробач»                      | 3:40       |
| 4.    | «Можеш далі»                  | 3:34       |
| 5.    | «Під облачком»                | 3:32       |
| 6.    | «І якщо колись»               | 3:38       |
| 7.    | «Ти зустрінеш її»             | 3:10       |
| 8.    | «Не тому»                     | 3:42       |
| 9.    | «Поранена в серце»            | 3:18       |
| 10.   | «Попрощатись не зуміли»       | 4:00       |
| 11.   | «Літня пісня» (бонус)         | 3:44       |
| 12.   | «Арешт» (бонус)               | 4:46       |
| 13.   | «Пробач (dens mix)» (бонус)   | 4:19       |
| 14.   | «Не бійся жити (mix)» (бонус) | 8:04       |
| 15.   | «Не тому»                     | відеокліп  |
| 16.   | «Пробач»                      | відеокліп  |
| 17.   | «Пробач (mix)»                | відеокліп  |
| 18.   | «Попрощатись не зуміли»       | відеокліп  |
| 19.   | «І якщо колись»               | відеокліп  |
| 57:38 |                               |            |